# Neon kovblyuki
Neon kovblyuki là một loài nhện trong họ Salticidae.
Loài này thuộc chi Neon. Neon kovblyuki được Dmitri Viktorovich Logunov miêu tả năm 2004.